# Neonitocris sibutensis
Neonitocris sibutensis är en skalbaggsart. Neonitocris sibutensis ingår i släktet Neonitocris och familjen långhorningar.

## Underarter
Arten delas in i följande underarter:
- N. s. sibutensis
- N. s. mabokensis